# آزمون لوین

آزمون لوین

در آمار، آزمون لوین یا آزمون لون (به انگلیسی: Levene's test)، یک آمار استنباطی است که برای ارزیابی برابری واریانس‌ها برای یک متغیر محاسبه شده برای دو یا چند گروه استفاده می‌شود. برخی از روش‌های آماری متداول فرض می‌کنند که واریانس جمعیت‌هایی که نمونه‌های مختلف از آنها گرفته شده‌است برابر است. آزمون لوین این فرض را ارزیابی می‌کند. این فرضیه صفر را آزمایش می‌کند که واریانس‌های جمعیت برابر است (که یکنواختی واریانس یا همگنی واریانس نامیده می‌شود). اگر مقدار p-value حاصل شده از آزمون لوین کمتر از سطح معنی داری (معمولاً ۰/۰۵) باشد، بعید است تفاوتهای به‌دست آمده در واریانس‌های نمونه بر اساس نمونه‌گیری تصادفی از جمعیتی با واریانس‌های مساوی رخ داده باشد؛ بنابراین، فرضیه صفر واریانس‌های یکسان رد می‌شود و نتیجه گرفته می‌شود که بین واریانس‌های موجود در جمعیت تفاوت وجود دارد.
برخی از روش‌هایی که معمولاً برای فرض همگنی واریانس‌ها، از آزمون‌های لوین استفاده می‌کنند، شامل تحلیل واریانس و آزمون t است.
آزمون لوین اغلب قبل از مقایسه میانگین‌ها مورد استفاده قرار می‌گیرد. هنگامی که آزمون لوین اهمیت خود را نشان می‌دهد، باید به سراغ آزمون‌های عمومی تری بروید که عاری از مفروضات همگنی واریانس‌ها (گاهی حتی آزمون‌های ناپارامتری) است. آزمون تی ولش، یا آزمون تی واریانس‌های نابرابر، یک آزمون محافظه کارانه تر.
آزمون لوین همچنین ممکن است به عنوان یک آزمون اصلی برای پاسخ به سؤالی مستقل که آیا دو نمونه فرعی در یک جمعیت معین دارای واریانس برابر یا متفاوت هستند مورد استفاده قرار گیرد.